# Alfio Bonanno

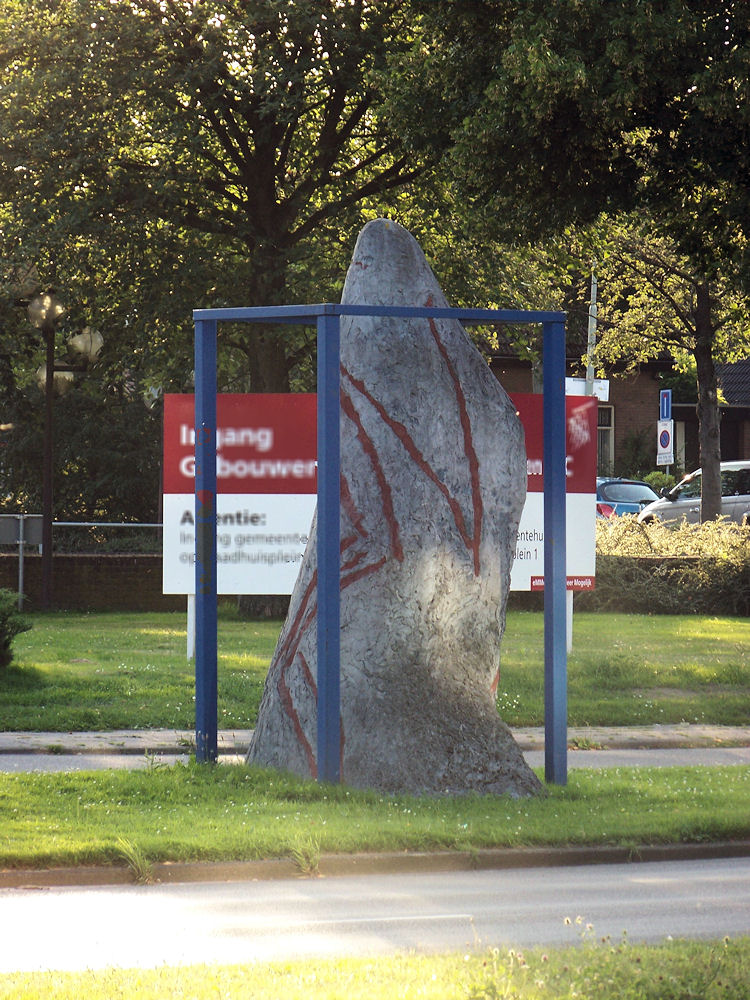
Blue Emmen Fragment (1989) in Emmen

Alfio Bonanno (Milo (Sicilië), 1947) is een Deense beeldhouwer en land art-kunstenaar.

## Leven en werk
Bonanno werd in 1947 geboren op het eiland Sicilië. Hij emigreerde in de vijftiger jaren met zijn familie naar Australië, waar hij een opleiding tot schilder ontving. In 1965 keerde hij terug naar Sicilië en werkte in Rome. In deze periode maakte hij kennis met de kunststroming arte povera.
Bonanno verhuisde in 1973 naar het eiland Langeland in Denemarken, waar hij zich ontwikkelde tot een belangrijke vertegenwoordiger van de zogenaamde Land art. Een project in het Miró-museum in 1985, de Sound Year Installation, betekende zijn internationale doorbraak. In 1990 was hij de oprichter van TICKON (Tranekær Internationale Center for Kunst og Natur) op Langeland, waaraan sinds 1993 eveneens werd deelgenomen door de kunstenaars Andy Goldsworthy, David Nash, Karin McCoy, Chris Drury, Nils-Udo en Alan Sonfist. In 2000 werd een documentaire film over Alfio Bonanno en zijn werk Fragments of a Life vertoond op de Deense televisie en tijdens filmfestivals in Denemarken, Duitsland en de Verenigde Staten.
In 2005 won hij de Hydro Texaco "Friends of the Tree" Prize en in 2006 werd hem door de Italiaanse president de Ordine della Stella della Solidarietà Italiana verleend. De kunstenaar vertegenwoordigde Denemarken in 2008 tijdens de internationale sculpture biënnale "Sculptur Nature" in de Italiaanse gemeente Agliè.
De kunstenaar, die de Deense nationaliteit heeft verkregen, woont en werkt in Rudkøbing op het eiland Langeland.

Mijn meest geslaagde creaties zijn die waarbij ik het gevoel kan versterken dat van de plaats uitgaat. Ze 'ademen hun omgeving'. Zonder die omgeving 'werken' ze niet.

## Werken (selectie)
- Blue Emmen Fragment (1989), Hondsrugweg in Emmen
- Fossil Fragment (1990), Schotland
- Fossil Snail (1992), in het Krakamarken Nature Art Park bij Randers
- Straw Sculpture (1992), plein voor het Folketing in Kopenhagen
- West Coast Relics (1995), op het eiland Rømø
- Oak Tree (1995), AMU School in Svendborg
- Where Trees Grow on Stone (1996), Borgo Valsugana (Italië) ter gelegenheid van "Arte Sella" 1996
- Snail Tunnel (1998), Louisiana Museum of Modern Art in Humlebæk
- Sluice 2000 (1999), Nome (Telemark) (Noorwegen)
- Forlandet[1]
- Where Lizards lose their Tail (1999), Tosa (Japan)
- Between copper beech and oak (2001), TICKON op Langeland
- Himmelhøj (2004), Vestamager Station in Ørestad
- Målselv Varde (2005), Målselv (provincie Troms, Noorwegen)
- Ark (2007), Natural World Museum in San Francisco
- Noah's Ark (2007)[2], Naturcenter Vestamager op het eiland Amager (Kopenhagen)
- Nature Installation[3]
- Bogwood Tower   (2010)[4][5], Sculpture in the Parklands in Lough Boora (County Offaly, Ierland)